# Zealochus gauldi
Zealochus gauldi är en stekelart som beskrevs av Andrey Ivanovich Khalaim 2006. Zealochus gauldi ingår i släktet Zealochus och familjen brokparasitsteklar. Inga underarter finns listade i Catalogue of Life.